# 생명표
생명표(生命表), 사망표(死亡表), 사망생존표(死亡生存表) 또는 사망생잔표(死亡生殘表)는 인구학 분야에서 연령별, 성별 등으로 분류하고 생존, 사망률과 평균 수명 등을 나타낸 테이블이다. 생명표의 종류로는 국민생명표, 경험생명표가 있다. 간단히 말하면 '몇 년 더 살 수 있나?'를 통계적으로 추정한 표이다.
생명표는 생명보험 상품 등을 계획할 때 가장 기초적인 자료가 되며, 생명표 및 다른 자료를 보험사 고유의 기법으로 가공해 최고의 수익을 낼 것으로 예상되는 보험 상품을 개발한다.

## 개요
인간의 생명에 관한 통계표이다. 인구가 각 연령에서 사망으로 소멸되어 가는 과정을 표로 나타낸 것으로 남녀별·연령별로 작성한다. 생명표는 연령별로 얼마나 더 살 수 있는가를 평균적으로 나타내 주기 때문에 인구통계 등의 인구분석 이외에 여러 분야에 활용된다. 예를 들면 보험료율의 산정, 인명보상비 계산 등의 기초자료가 된다. 그리고 성별 평균수명이나 사망률 등을 종합적으로 보여줘 직장에서의 정년결정 기초자료가 되기도 한다. 생명표는 연령별·성별 추계인구와 출생·사망자수 등을 기초로 하여, 해외이민 등 인구의 국제적 이동은 없으며 동시에 10만 명이 출생했다는 두 가지 가정하에 만들어진다.

## 대한민국
대한민국에서는 통계청이 만들어서 공개한다
2013년 연말에 작성된 자료를 기준으로, 2012년에 대한민국에서 출생한 출생아의 기대수명은 남자 77.9년, 여자는 84.6년이다.
2012년 현재 20세인 한국 남자/여자의 기대여명(남은수명 기대값)은 58.4/65.1이다.
2012년 현재 30세인 한국 남자/여자의 기대여명(남은수명 기대값)은 48.8/55.2이다.

## 같이 보기
- 곰퍼츠-메이컴 사망률 법칙
- 생존분석